# 第332空挺軍准尉学校
第332空挺軍准尉学校（だい332くうていぐんしゅんいがっこう、露: 332-й Школа прапорщиков Воздушно-десантных войск）は、ロシア空挺軍の准尉養成のための教育部隊。
センターのモットーは、「自己犠牲とプロフェッショナリズム」（Самоотверженность и профессионализм）。

## 沿革
- 1972年5月：ガイジュナイ市の第44教育師団第226教育パラシュート降下大隊に基づき創設。
- 1992年：ソ連崩壊により、ナロ・フォミンスク、後にモスクワに移転。

## 歴代学校長
| 職名   | 就任年          | 氏名                           | 階級 |
| ------ | --------------- | ------------------------------ | ---- |
| 学校長 | 1972年 - 1973年 | エフゲニー・ポポフ             | 中佐 |
| 学校長 | 1973年 - 1976年 | イワン・チュニコフ             | 中佐 |
| 学校長 | 1976年 - 1977年 | ワレーリー・ブクラン           | 大尉 |
| 学校長 | 1977年 - 1984年 | ヒョードル・グエボフ           | 中佐 |
| 学校長 | 1984年 - 1990年 | アレクサンドル・グリシチェンコ | 中佐 |
| 学校長 | 1990年 - 1993年 | アレクサンドル・デリューギン   | 中佐 |
| 学校長 | 1993年 -        | ウラジーミル・ポグレビツキー   | 中佐 |